# Biblioteca d'Autors Cristians
La Biblioteca d'Autors Cristians (BAC) és una col·lecció de llibres, la gran majoria obres d'autors clàssics de l'Església Catòlica, fundada el 1943 impulsada per l'Editorial Catòlica d'Espanya. El logotip de la col·lecció consisteix en la figura d'un cérvol, i el seu lema és «Sicut cervos ad fontes» (Com el cérvol a les fonts, inici del psalm 41 de la Vulgata). La col·lecció té el suport de la Universitat Pontifícia de Salamanca.

## Història
La iniciativa sorgí del periodista i sacerdot Ángel Herrera Oria. Entre els seus fundadors hi havia José María Sánchez de Muniain i el general Máximo Cuervo Radigales, membre del Cos Jurídic Militar. De fet, Máximo Cuervo dirigí la BAC des de la seva fundació fins al 1970, quan fou substituït per Muniaín.
El primer llibre de la col·lecció fou la Bíblia de Nácar-Colunga, impresa el 18 de març de 1944.
El govern espanyol, durant la dictadura franquista, declarà d'interès nacional l'obra de la Biblioteca d'Autors Cristians, per la qual cosa l'editorial rebé subvencions que permeteren abaratir despeses i poder difondre més bé la producció.